# Dmytro Danyłyszyn
Dmytro Danyłyszyn, ukr. Дмитро Данилишин (ur. 2 kwietnia 1907 w Truskawcu, zm. 24 grudnia 1932 we Lwowie) – ukraiński działacz nacjonalistyczny, terrorysta.
Ukończył trzy klasy szkoły ludowej, pracował jako szewc. Członek Ukraińskiej Organizacji Wojskowej oraz Organizacji Ukraińskich Nacjonalistów, był uczestnikiem zamachu na Tadeusza Hołówkę.
Został skazany na karę śmierci za uczestnictwo w tym zamachu oraz akcje ekspropriacyjne na urząd pocztowy oraz urząd skarbowy w Gródku Jagiellońskim. Wyrok wykonano.

## Literatura
- Andrzej Chojnowski, Jan Jacek Bruski, Ukraina, Warszawa 2006, ISBN 978-83-7436-039-5.